# ペトロシャニ
ペトロシャニ（ルーマニア語: Petroşani）は、ルーマニアのフネドアラ県にある都市。人口は2002年の時点で4万5447人。ドイツ語名はペトロシェン (Petroschen)、ハンガリー語名はペトロジェーニ (Petrozsény) である。

## 地理
ジュー渓谷に位置する。レテザト国立公園の玄関口で、ヴルカン、パルング、ロテザトの各山地の基地となる。

## 歴史
ペトロシャニ市は1640年ごろ建設された。1720年に、オーストリアの地図製作者がジュー渓谷全域では急激に人口が増えていると記録している。1818年の国勢調査では、ペトロシャニの人口は233人で、渓谷全域では2550人であった。羊飼いが多く、「都市」はまだ存在しなかった。
1840年ごろにはヴルカンやペトリラとともに石炭の露天掘りが始まった。
大戦後の共産党体制下では国内の他の地方から多くの労働者が動員されやってきたので、人口が急増した。

## 人口動態
民族構成
- ルーマニア人 - 4万407人
- ハンガリー人 - 3815人
- ドイツ人 - 275人

## 観光スポット
- 聖大天使教会 - 18世紀建築
- I・G・ドゥカ学校 - 1935年開校
- ハンガリー学校 - 1873年、ドイツ系住民とミュンヘン郊外の修道院からやってきた50人ほどの修道女によって開校
- 旧劇場 - 1886年建築
- ルーテル教会 - 1892年から1896年にかけての建築
- 鉱業博物館 - 1900年開館
- スポーツ学校校舎 - 1919年建築
- I・D・セルブ劇場 - 1905年建築
- 裁判所庁舎 - 1910年建築
- 学生劇場 - 1922年開館
- ユニテリアン教会 - 1924年から1928年にかけての建築
- ペトロシャニ大学 - 1948年開学
- ジュール・ショッピング・センター - 1980年代初頭に造られたが、2007年12月に再びオープン

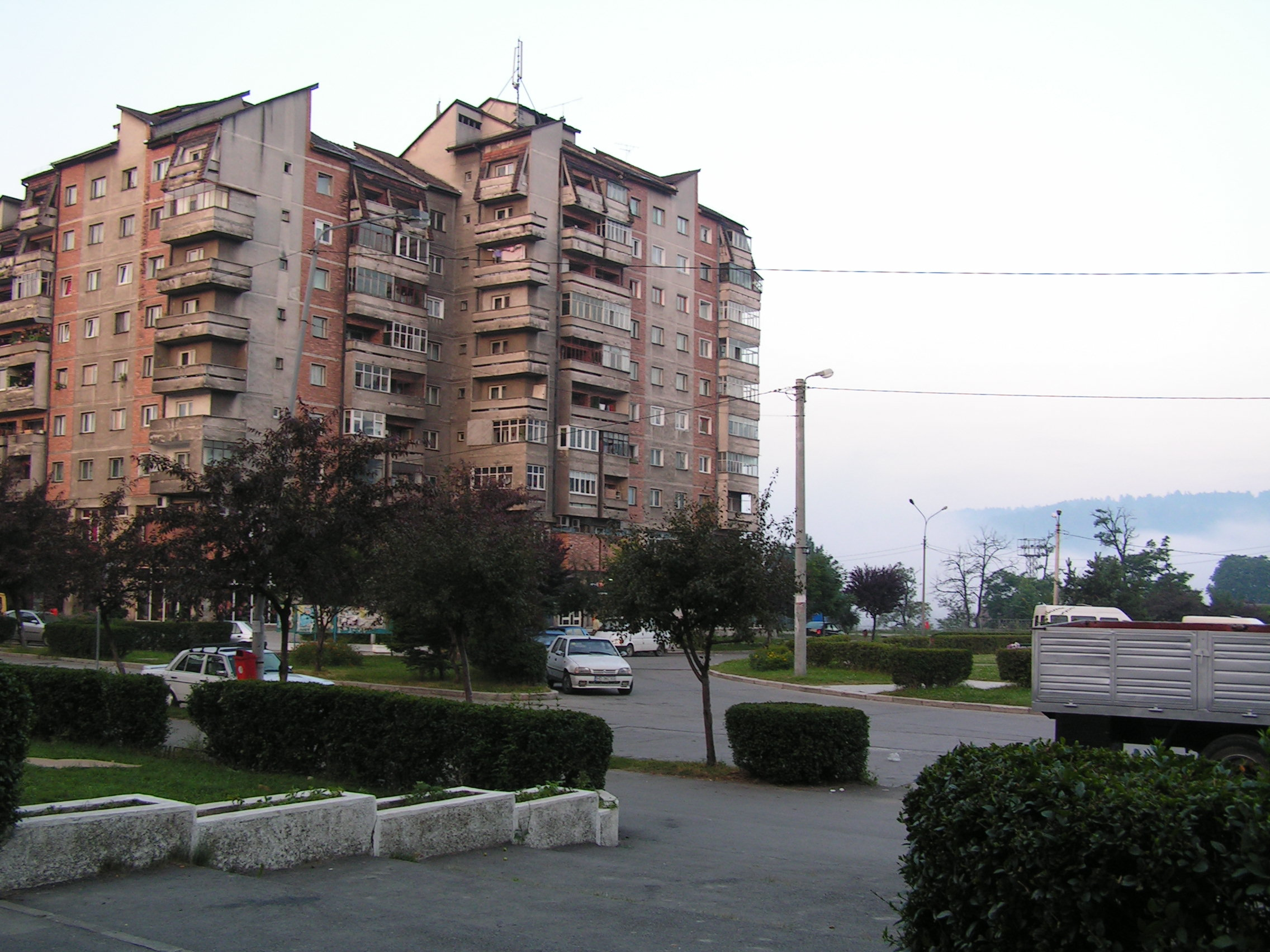
団地
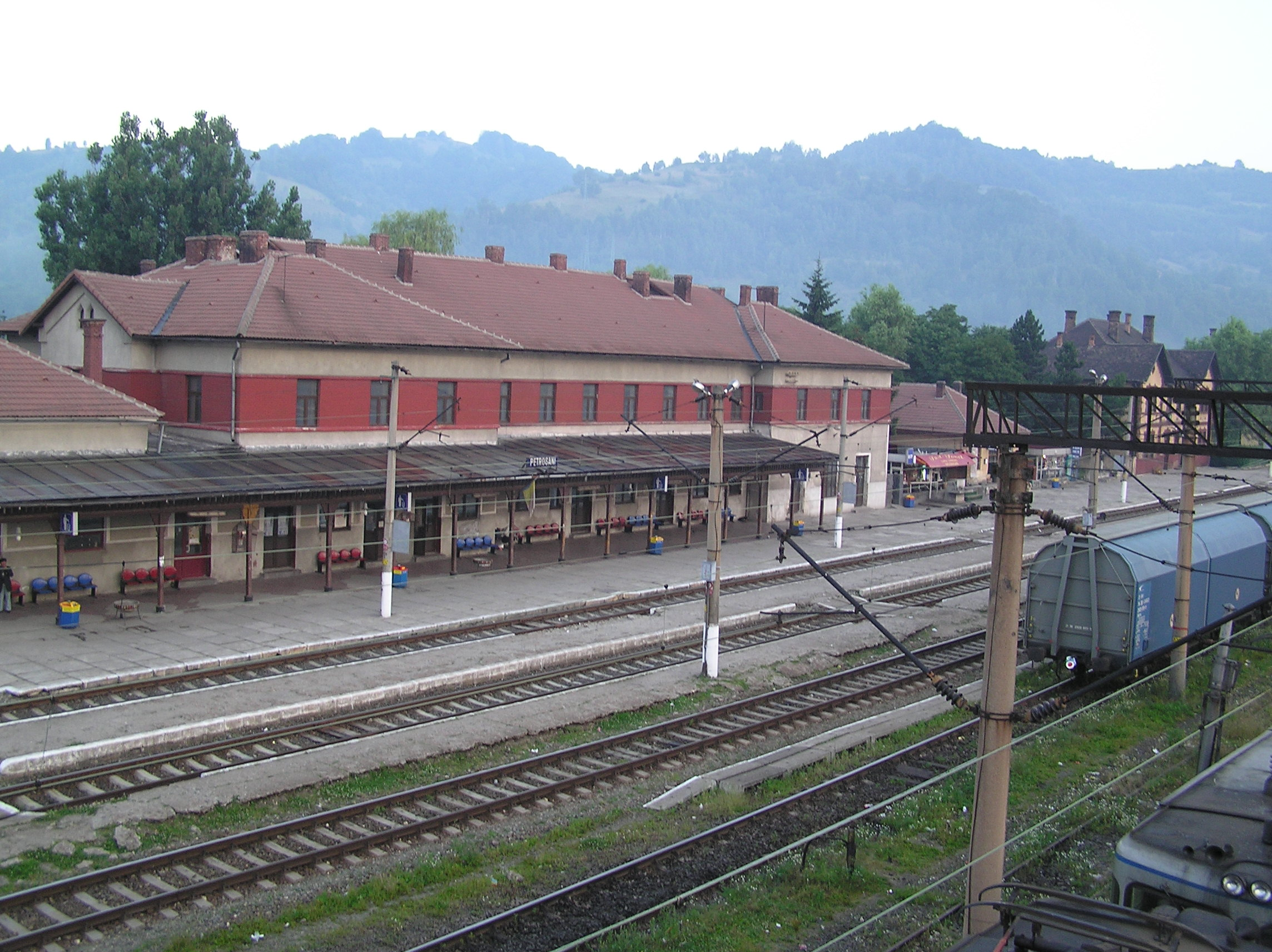
駅